# Course en ligne masculine de cyclisme sur route aux Jeux olympiques d'été de 1968
Navigation
Tokyo 1964 Munich 1972
La course en ligne masculine de cyclisme sur route, épreuve de cyclisme des Jeux olympiques d'été de 1968, a lieu le 23 octobre 1968 à Mexico au Mexique. Elle s'est déroulée sur 196,2 km, les coureurs devant effectuer huit tours d'un circuit de 24,525 km.
Échappé dans le dernier tour, le coureur italien Pierfranco Vianelli s'est imposé après 4 h 41 min 25 s de course. Il devance le Danois Leif Mortensen et le Suédois Gösta Pettersson.

## Classement final
| Rang                                | Cycliste             | Pays                 | Temps           |
| ----------------------------------- | -------------------- | -------------------- | --------------- |
| Médaille d'or, Jeux olympiques      | Pierfranco Vianelli  | Italie               | 4 h 41 min 25 s |
| Médaille d'argent, Jeux olympiques  | Leif Mortensen       | Danemark             | 4 h 42 min 49 s |
| Médaille de bronze, Jeux olympiques | Gösta Pettersson     | Suède                | 4 h 43 min 15 s |
| 4                                   | Stéphane Abrahamian  | France               | 4 h 43 min 36 s |
| 5                                   | René Pijnen          | Pays-Bas             | 4 h 43 min 36 s |
| 6                                   | Jean-Pierre Monseré  | Belgique             | 4 h 43 min 51 s |
| 7                                   | Tomas Pettersson     | Suède                | 4 h 43 min 58 s |
| 8                                   | Giovanni Bramucci    | Italie               | 4 h 43 min 58 s |
| 9                                   | Martín Rodríguez     | Colombie             | 4 h 43 min 58 s |
| 10                                  | Marian Kegel         | Pologne              | 4 h 44 min 0 s  |
| 11                                  | Jan Krekels          | Pays-Bas             | 4 h 44 min 9 s  |
| 12                                  | Burkhard Ebert       | Allemagne de l'Ouest | 4 h 44 min 10 s |
| 13                                  | Thorleif Andresen    | Norvège              | 4 h 44 min 10 s |
| 14                                  | Tore Milsett         | Norvège              | 4 h 44 min 12 s |
| 15                                  | Álvaro Pachón        | Colombie             | 4 h 44 min 13 s |
| 16                                  | José Gómez Lucas     | Espagne              | 4 h 44 min 13 s |
| 17                                  | Valeri Iardy         | Union soviétique     | 4 h 44 min 15 s |
| 18                                  | Roger De Vlaeminck   | Belgique             | 4 h 44 min 24 s |
| 19                                  | André Dierickx       | Belgique             | 4 h 45 min 32 s |
| 20                                  | Alain Vasseur        | France               | 4 h 45 min 36 s |
| 21                                  | Imre Géra            | Hongrie              | 4 h 45 min 57 s |
| 22                                  | Saturnino Rustrián   | Guatemala            | 4 h 46 min 13 s |
| 23                                  | Jan Smolík           | Tchécoslovaquie      | 4 h 46 min 30 s |
| 24                                  | Harrie Jansen        | Pays-Bas             | 4 h 46 min 30 s |
| 25                                  | Cvitko Bilić         | Yougoslavie          | 4 h 46 min 31 s |
| 26                                  | Ole Højlund Pedersen | Danemark             | 4 h 46 min 31 s |
| 27                                  | Agustín Juárez       | Mexique              | 4 h 46 min 32 s |
| 28                                  | Luis Zubero          | Espagne              | 4 h 46 min 34 s |
| 29                                  | Jørgen Emil Hansen   | Danemark             | 4 h 46 min 34 s |
| 30                                  | Pedro Sánchez        | Colombie             | 4 h 46 min 37 s |
| 31                                  | Flavio Martini       | Italie               | 4 h 47 min 56 s |
| 32                                  | Yuri Dmitriyev       | Union soviétique     | 4 h 47 min 57 s |
| 33                                  | Daniel Ducreux       | France               | 4 h 47 min 57 s |
| 34                                  | Dave Rollinson       | Grande-Bretagne      | 4 h 47 min 58 s |
| 35                                  | Erik Pettersson      | Suède                | 4 h 47 min 58 s |
| 36                                  | Heriberto Díaz       | Mexique              | 4 h 47 min 59 s |
| 37                                  | Raimo Honkanen       | Finlande             | 4 h 47 min 59 s |
| 38                                  | Svend Erik Bjerg     | Danemark             | 4 h 48 min 3 s  |
| 39                                  | Rudi Valenčič        | Yougoslavie          | 4 h 48 min 3 s  |
| 40                                  | Roberto Breppe       | Argentine            | 4 h 48 min 7 s  |
| 41                                  | Ferenc Keserű        | Hongrie              | 4 h 50 min 30 s |
| 42                                  | Miguel Lasa          | Espagne              | 4 h 51 min 5 s  |
| 43                                  | Jesús Sarabia        | Mexique              | 4 h 51 min 5 s  |
| 44                                  | John Howard          | États-Unis           | 4 h 52 min 45 s |
| 45                                  | Jürgen Tschan        | Allemagne de l'Ouest | 4 h 52 min 50 s |
| 46                                  | Mauno Uusivirta      | Finlande             | 4 h 52 min 50 s |
| 47                                  | Jan Erik Gustavsen   | Norvège              | 4 h 54 min 41 s |
| 48                                  | Evaristo Oliva       | Guatemala            | 4 h 57 min 7 s  |
| 49                                  | Jorge Inés           | Guatemala            | 4 h 57 min 7 s  |
| 50                                  | Brian Jolly          | Grande-Bretagne      | 4 h 57 min 42 s |
| 51                                  | Curt Söderlund       | Suède                | 5 h 1 min 12 s  |
| 52                                  | Des Thomson          | Nouvelle-Zélande     | 5 h 2 min 33 s  |
| 53                                  | Tekeste Woldu        | Éthiopie             | 5 h 5 min 12 s  |
| 54                                  | Roger Gilson         | Luxembourg           | 5 h 5 min 12 s  |
| 55                                  | Marcel Roy           | Canada               | 5 h 5 min 13 s  |
| 56                                  | Ørnulf Andresen      | Norvège              | 5 h 5 min 17 s  |
| 57                                  | Ole Wackström        | Finlande             | 5 h 5 min 18 s  |
| 58                                  | András Takács        | Hongrie              | 5 h 5 min 21 s  |
| 59                                  | Kazimierz Jasiński   | Pologne              | 5 h 8 min 25 s  |
| 60                                  | Gerard Lettoli       | Saint-Marin          | 5 h 10 min 22 s |
| 61                                  | Enzo Frisoni         | Saint-Marin          | 5 h 12 min 46 s |
| 62                                  | Zygmunt Hanusik      | Pologne              | 5 h 20 min 59 s |
| 63                                  | Miguel Ángel Sánchez | Costa Rica           | 5 h 20 min 59 s |
| 64                                  | Joe Jones            | Canada               | 5 h 30 min 13 s |
|                                     | Juan Alves           | Argentine            | Abandon         |
| Héctor Cassina                      | Argentine            | Abandon              |                 |
| Gerardo Cavallieri                  | Argentine            | Abandon              |                 |
| Ronald Jonker                       | Australie            | Abandon              |                 |
| Peter McDermott                     | Australie            | Abandon              |                 |
| Kevin Morgan                        | Australie            | Abandon              |                 |
| Donald Wilson                       | Australie            | Abandon              |                 |
| Colin Forde                         | Barbade              | Abandon              |                 |
| Kensley Reece                       | Barbade              | Abandon              |                 |
| Richard Roett                       | Barbade              | Abandon              |                 |
| Michael Stoute                      | Barbade              | Abandon              |                 |
| Jozef Schoeters                     | Belgique             | Abandon              |                 |
| Jules Béland                        | Canada               | Abandon              |                 |
| Yves Landry                         | Canada               | Abandon              |                 |
| Jean Barnabe                        | Congo-Kinshasa       | Abandon              |                 |
| Constantin Kabemba                  | Congo-Kinshasa       | Abandon              |                 |
| Samuel Kibamba                      | Congo-Kinshasa       | Abandon              |                 |
| Ignace Mandjambi                    | Congo-Kinshasa       | Abandon              |                 |
| Miguel Samacá                       | Colombie             | Abandon              |                 |
| José Sánchez                        | Costa Rica           | Abandon              |                 |
| Humberto Solano                     | Costa Rica           | Abandon              |                 |
| José Manuel Soto                    | Costa Rica           | Abandon              |                 |
| Sergio Martínez                     | Cuba                 | Abandon              |                 |
| Roberto Menéndez                    | Cuba                 | Abandon              |                 |
| Ulises Váldez                       | Cuba                 | Abandon              |                 |
| Raúl Marcelo Vázquez                | Cuba                 | Abandon              |                 |
| Noé Medina                          | Équateur             | Abandon              |                 |
| Victor Morales                      | Équateur             | Abandon              |                 |
| Arnulfo Pozo                        | Équateur             | Abandon              |                 |
| Hipólito Pozo                       | Équateur             | Abandon              |                 |
| Mauricio Bolaños                    | Salvador             | Abandon              |                 |
| Francisco Funes                     | Salvador             | Abandon              |                 |
| David Miranda                       | Salvador             | Abandon              |                 |
| Juan Molina                         | Salvador             | Abandon              |                 |
| Agustín Tamames                     | Espagne              | Abandon              |                 |
| Yemane Negassi                      | Éthiopie             | Abandon              |                 |
| Mehari Okubamicael                  | Éthiopie             | Abandon              |                 |
| Mikael Saglimbeni                   | Éthiopie             | Abandon              |                 |
| Raimo Suikkanen                     | Finlande             | Abandon              |                 |
| Jean-Pierre Paranteau               | France               | Abandon              |                 |
| Ortwin Czarnowski                   | Allemagne de l'Ouest | Abandon              |                 |
| Dieter Koslar                       | Allemagne de l'Ouest | Abandon              |                 |
| Billy Bilsland                      | Grande-Bretagne      | Abandon              |                 |
| Les West                            | Grande-Bretagne      | Abandon              |                 |
| Francisco Cuque                     | Guatemala            | Abandon              |                 |
| Tibor Magyar                        | Hongrie              | Abandon              |                 |
| Peter Doyle                         | Irlande              | Abandon              |                 |
| Morris Foster                       | Irlande              | Abandon              |                 |
| Liam Horner                         | Irlande              | Abandon              |                 |
| George Artin                        | Irak                 | Abandon              |                 |
| Tino Conti                          | Italie               | Abandon              |                 |
| Gwon Jung-hyeon                     | Corée du Sud         | Abandon              |                 |
| Tarek Abou Al Dahab                 | Liban                | Abandon              |                 |
| Solo Razafinarivo                   | Madagascar           | Abandon              |                 |
| Ng Joo Pong                         | Malaisie             | Abandon              |                 |
| Johari Ramli                        | Malaisie             | Abandon              |                 |
| Gabriel Cuéllar                     | Mexique              | Abandon              |                 |
| Joop Zoetemelk                      | Pays-Bas             | Abandon              |                 |
| Bryce Beeston                       | Nouvelle-Zélande     | Abandon              |                 |
| John Dean                           | Nouvelle-Zélande     | Abandon              |                 |
| Richie Thomson                      | Nouvelle-Zélande     | Abandon              |                 |
| Zenon Czechowski                    | Pologne              | Abandon              |                 |
| Emil Rusu                           | Roumanie             | Abandon              |                 |
| Bruno Hubschmid                     | Suisse               | Abandon              |                 |
| Petr Hladík                         | Tchécoslovaquie      | Abandon              |                 |
| Somchai Chantarasamrit              | Thaïlande            | Abandon              |                 |
| Suriyong Hemint                     | Thaïlande            | Abandon              |                 |
| Somkuan Seehapant                   | Thaïlande            | Abandon              |                 |
| Chainarong Sophonpong               | Thaïlande            | Abandon              |                 |
| Deng Chueng-hwai                    | Taipei chinois       | Abandon              |                 |
| Liu Cheng-tao                       | Taipei chinois       | Abandon              |                 |
| Shue Ming-shu                       | Taipei chinois       | Abandon              |                 |
| Vladislav Nelyubin                  | Union soviétique     | Abandon              |                 |
| Anatoli Starkov                     | Union soviétique     | Abandon              |                 |
| Daniel Butler                       | États-Unis           | Abandon              |                 |
| David Chauner                       | États-Unis           | Abandon              |                 |
| Wes Wessberg                        | États-Unis           | Abandon              |                 |
| Bùi Văn Hoàng                       | Viêt Nam             | Abandon              |                 |
| Trương Kim Hùng                     | Viêt Nam             | Abandon              |                 |
| Tanasije Kuvalja                    | Yougoslavie          | Abandon              |                 |